# O Gran Camiño
O Gran Camiño (též známý jako Gran Camiño a International Galician Tour) je etapový cyklistický závod konaný v Galicii na severozápadu Španělska. Závod je organizován na úrovni 2.1. v rámci UCI Europe Tour.
Závod navrací profesionální cyklistiku do Galicie poprvé od roku 2000, v němž byl naposledy konán závod Kolem Galicie pro profesionály. Tyto dva závody však nejsou nijak spojeny. Úvodní ročník závodu se konal na konci února 2022 a sestával ze 4 etap.

## Seznam vítězů
| Rok  | Země      | Jezdec             | Tým              |
| ---- | --------- | ------------------ | ---------------- |
| 2022 | Španělsko | Alejandro Valverde | Movistar Team    |
| 2023 | Dánsko    | Jonas Vingegaard   | Team Jumbo–Visma |